# Nyceryx clarki
Nyceryx clarki är en fjärilsart som beskrevs av Anton Heinrich Fassl 1915. Nyceryx clarki ingår i släktet Nyceryx och familjen svärmare. Inga underarter finns listade i Catalogue of Life.